# Nail Brewing
Nail Brewing is een West-Australische brouwerij en de producent van 's werelds duurste bier; de Antarctic Nail Ale.

## Geschiedenis
In 1996 registreerde John Stallwood de bedrijfsnaam Nail Brewing Australia. Op 23 maart 2000 werd de eerste microbrouwerij van Nail Brewing, in Bobby Dazzler's Ale House, (een pub in Murray Street, Perth) geopend door Norman Moore. Bij de opening werd ook het eerste bier van het bedrijf, Nail Ale, aangekondigd. Dit was een Australische Pale Ale. Op 9 april 2004 werd Stallwood in elkaar geslagen toen hij ingreep bij een gevecht in Fremantle, waarna hij 10 dagen in coma lag. De verwondingen die Stallwood aan zijn hoofd opliep resulteerden erin dat er een titanium plaat in zijn schedel bevestigd moest worden. Als gevolg hiervan werd Nail Brewing stilgelegd en werd de apparatuur van het bedrijf verkocht.
In 2006 startte Stallwood zijn zaak weer op in de Jarrah Jacks brouwerij in Pemberton. In december 2007 verhuisde Nail Brewing naar de Joondalup campus van Edith Cowan University . Eind 2010 produceerde Nail Brewing de duurste fles bier ter wereld, Antarctic Nail Ale, die werd gemaakt met water van een gesmolten blok Antarctisch ijs. Het ijs werd verzameld door de crew van de Sea Shepherd, die het per helikopter van de Zuidelijke Oceaan naar Tasmanië vloog. Hier werd het blok gesmolten en vervolgens werd het water overgebracht naar Perth. Van het bier werden slechts dertig flessen geproduceerd. De eerste fles werd verkocht voor 800 Australische dollar op 3 november 2011. Op 19 november 2011 werd een tweede fles verkocht voor 1.850 Australische dollar bij een fundraiser in Sydney. Alle opbrengsten van de verkoop van het bier gingen naar de Sea Shepherd Conservation Society. De vorige recordhouder van duurste bier ter wereld was The End of The World, dat in juli 2010 geproduceerd werd door de Schotse brouwerij Brewdog. In januari 2012 richtten de Feral Brewing Company en Nail Brewing samen Brewcorp Pty Ltd op. Dit bedrijf heeft een brouwerij en opslag in Bassendean.

## Bieren
- Nail Ale (4.7% alc/vol), een Australian Pale Ale,[13] uitgebracht in maart 2000.
- Nail Golden (5.0% alc/vol), een Golden Ale.[14]
- Nail Red (6.0% alc/vol), een American Red Ale.
- Nail Stout (5.2% alc/vol), een havermout stout.[15] uitgebracht in juni 2002.
- Clout Stout (10.8% alc/vol), een Russian Imperial Stout.[16] uitgebracht in februari 2008.
- Antarctic Nail Ale (4.6% alc/vol), een Australian Pale Ale. Beperkte uitgave, gemaakt met water van Antarctisch ijs.
- Nail Brown Dunn Brown (4.5% alc/vol), Beperkte uitgave, English Brown Ale
- Sledgehammer IPA (5.5% alc/vol), Beperkte uitgave, American Pale Ale

## Prijzen
Nail Brewing heeft prijzen gewonnen van: de Australian International Beer Awards:
- 2002 - Nail Ale - Bronzen medaille[17]
- 2003 - Nail Stout - Zilveren medaille - Categorie: Small Brewery Draught Stout
- 2006 - Nail Ale - Zilveren medaille
- 2006 - Nail Stout - Bronzen medaille
- 2007 - Nail Ale - Zilveren medaille
- 2008 - Nail Ale - Bronzen medaille - Categorie: Australian Style Pale Ale[18]
- 2008 - Nail Stout - Zilveren en bronzen medaille - Categorieën: Stout Packaged & Stout Draught
- 2009 - Nail Ale - Gouden medaille - Categorie: Australian Style Pale Ale[19]
- 2009 - Nail Stout - Zilveren en bronzen medaille - Categorieën: Stout Draught & Stout Packaged
- 2010 - Nail Ale - Gouden medaille - Categorie: Australian Style Pale Ale[20]
- 2010 - Nale Stout - Zilveren medaille - Categorie: Stout Draught
- 2011 - Nale Ale - Gouden medaille - Categorie: Australian Style Ale[21]
- 2011 - Nale Stout- Zilveren medaille
- 2011 - Clout Stout - Bronzen medaille
- 2012 - Clout Stout - Gouden medaille - Categorie: Stout Draught[22][23]

de Sydney Royal Beer Competition:
- 2008 - Nail Stout - Gouden medaille & Beste Stout[24]
- 2009 - Nail Ale - Bronzen medaille[25]
- 2009 - Nail Stout - Bronzen medaille
- 2010 - Nail Stout - Zilveren medaille[26]
- 2010 - Nail Ale - Bronzen medaille
- 2011 - Nail Stout - Gouden medaille[27][28]
- 2012 - Nail Stout - Zilveren medaille - Categorie: Stouts & Porters[29]
- 2012 - Nail Ale - Zilveren medaille - Categorie: Pale/Golden Ales

de Perth Royal Beer Show:
- 2007 - Nail Ale - Zilveren medaille
- 2008 - Nail Ale - Beste West-Australische Bier & Zilveren medaille
- 2008 - Nail Stout - Beste Stout Draught & Gouden medaille
- 2009 - Nail Ale - Zilveren medaille
- 2009 - Nail Stout - Bronzen medaille
- 2010 - Nail Ale - Zilveren medaille[30]
- 2010 - Nail Stout - Gouden medaille
- 2010 - Clout Stout - Zilveren medaille
- 2011 - Nail Stout - Gouden medailles - Beste Stout Draught & Beste Stout Packaged[31][32]
- 2011 - Clout Stout - Zilveren medaille
- 2012 - Nail Ale - Bronzen medaille - Australian style Pale Ale[33]
- 2012 - Clout Stout - Zilveren medaille - Stout Imperial
- 2012 - Nail Stout - Zilveren medaille - Stout Other